# Dølemo
Dølemo  is een plaats in fylke Agder in het zuiden van Noorwegen. Het dorp met rond de 200 inwoners maakt deel uit van de gemeente Åmli en ligt aan Riksvei 41. De Tovdalselva stroomt aan de westzijde van het dorp. Het dorp heeft een eigen sportclub,  Dølemo Idrettslag: een omnivereniging met een ski-, schaats-, atletiek- en wielrenafdeling.